# فرگه (اندیکا)
فرگه یک روستای باستانی در ایران است که در شهرستان اندیکا در استان خوزستان واقع شده‌است. فرگه ۲۵۹ نفر جمعیت دارد.

## جمعیت
این روستا در  دهستان چلو قرار دارد و براساس سرشماری مرکز آمار ایران در سال ۱۳۸۵، جمعیت آن ۲۵۹ نفر (۴۸ خانوار) بوده‌است.